# Serinde
La Serinde ou Sérinde est une région de l'ouest de la Chine qui fait partie de l'Asie centrale et correspond actuellement à la Région autonome ouïghoure du Xinjiang, dont la capitale est Urumqi. Le terme Serinde combine Sères (la Chine) et Inde: elle est, littéralement, l'Inde des Chinois. Durant le premier millénaire, ce fut un important foyer de développement du bouddhisme, et aujourd'hui elle est une zone archéologique majeure de l'Asie centrale, couvrant le territoire de l'ancien Turkestan oriental (l'actuelle Région autonome ouïghoure du Xinjiang).   

## Délimitation

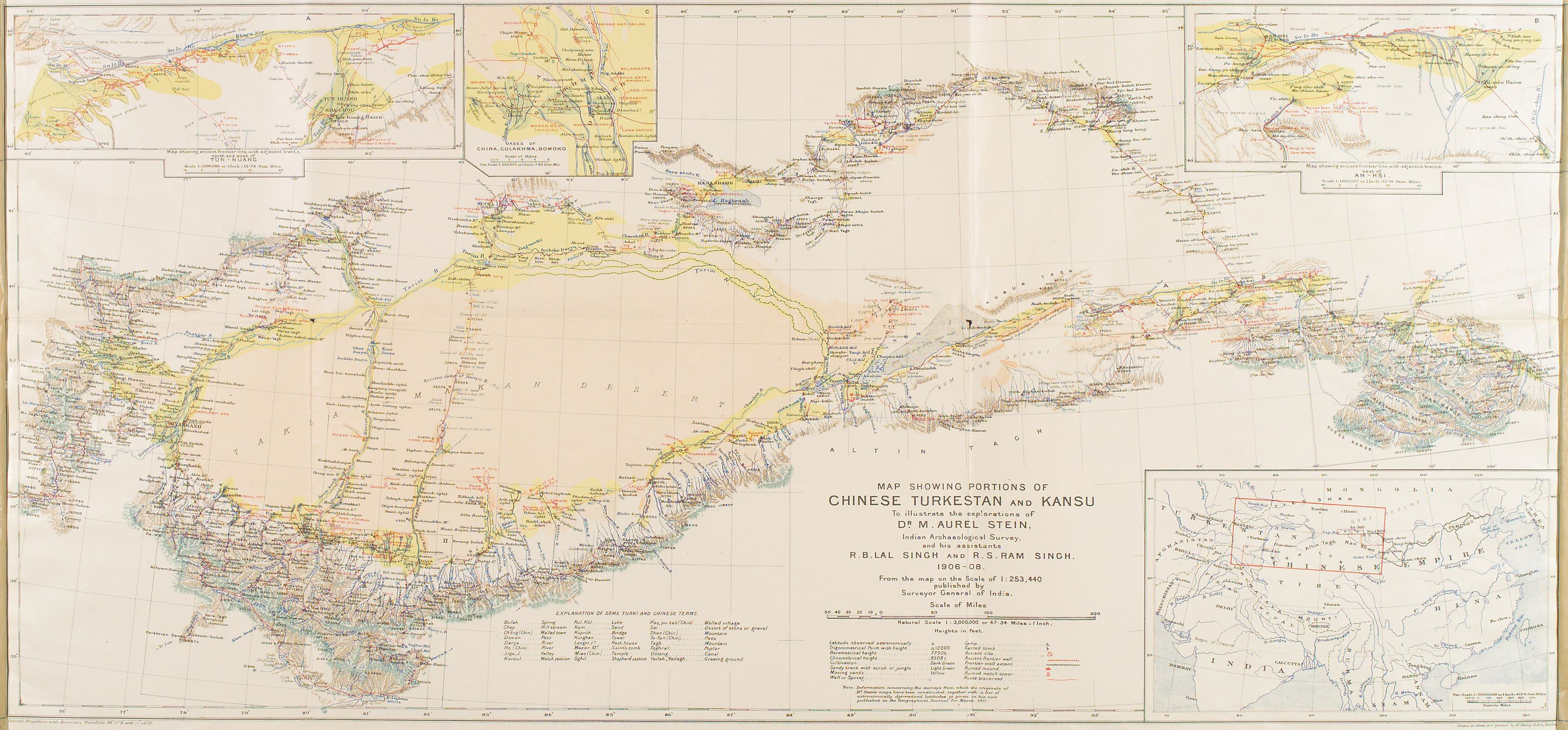
Carte de l'Asie centrale par Aurel Stein, publiée dans Serindia, vol. 5, 1922. On voit bien le Taklamakan encadré, au Nord et au Sud, par un chapelet d'oasis.

La Sérinde est une vaste zone encadrée par plusieurs peuples: au nord-est, on trouve les Mongols ; au nord, les Turcs Ouïgours, à l'ouest, ce sont les Sogdiens et les Bactriens ; au sud-ouest, les Indiens du Gandhara, tôt convertis au bouddhisme ; au sud, les Tibétains (à deux reprises, ils dominèrent la Sérinde) ; à l'est, enfin, la Chine impériale.

## Voie de passage
Les deux grandes voies commerciales de la Route terrestre de la soie, passant l'une au nord et l'autre au sud du désert du Taklamakan — qui recouvre une grande partie de cette région — étaient aussi de grands axes de diffusion du bouddhisme d'ouest en est. Elles ont aussi été fréquentées par nombre de pèlerins chinois, en particulier au viie siècle de notre ère, qui se rendaient en Inde pour en ramener des textes bouddhiques sanskrit et les traduire en chinois. Parmi les plus célèbres, mentionnons Faxian, Xuanzang et Yi-jing.
Kucha (entre Kachgar et Tourfan) était l'étape capitale de la route nord, tandis que la route sud passait par Hotan (Khotan), Keriya et Niya puis le sud du Lob Nor. Les deux routes aboutissaient à Dunhuang.  
La région fut peuplée par les Yuezhi, venus des steppes et fuyant les Xiongnu qui y créent l'Empire kouchan. Les Yuezhi développèrent l'art connu sous le nom d'art serindien, qui s'est développé à partir du IIe siècle jusqu'au XIe siècle dans cette région. Il est très fortement marqué par la présence du bouddhisme, dans un moment important pour le développement du bouddhisme mahāyāna.